# Cryptophagus acutangulus
Cryptophagus acutangulus är en skalbaggsart som beskrevs av Leonard Gyllenhaal. Cryptophagus acutangulus ingår i släktet Cryptophagus och familjen fuktbaggar. Arten är reproducerande i Sverige. Inga underarter finns listade i Catalogue of Life.